# カビラの戦い
カビラの戦い（カビラのたたかい）は、紀元前72年または71年、プロコンスルであるルキウス・リキニウス・ルクッルス率いる共和政ローマ配下のローマ軍団と、ミトリダテス6世率いるポントス王国軍とがカビラにて衝突して発生した戦闘である。

## 背景
ローマはミトリダテス6世とこれまでに2つの戦争を交えていた。第一次ミトリダテス戦争・第二次ミトリダテス戦争である。最初の戦争にてローマがアジア属州を手に入れてから、ミトリダテスは80,000人のローマ人とイタリア市民を虐殺しておりローマとしてはミトリダテスを許せるはずもなく、これがさらなる戦争の原因になった。紀元前74年、ビテュニア王ニコメデス4世の遺言によりビテュニア王国が共和政ローマに併合され、事態は大きく進んだ。元よりローマとの再戦を予期していたミトリダテス6世は、紀元前73年にローマのアシア属州に侵攻し、ローマの初代ビテュニア総督マリウス・アウレリウス・コッタを打ち破り（カルケドンの戦い）、彼をカルケドンにて包囲した。コッタの同僚執政官ルクッルスもまたポントス王国との戦争勃発を予期しており、自らの影響力を駆使して対ミトリダテス6世戦の総指揮権を掌握するとともに、ポントス王国への侵攻路とするためキリキア属州のプロコンスル、総督の権限を得た。アシアに到着してすぐ、ルクッルスのもとにコッタの苦戦が伝えられた。小アジアにおけるローマ全軍の指揮官を得たルクッルスは未だにカルケドンにて包囲されていたコッタを救助するため、北に向けて進軍した。
ミトリダテス6世はカルケドンの包囲を解き、西方の当時ローマと同盟していた都市キュジコスを攻撃し、ルクッルスのローマ軍が到着する前にここを征服しようとした。しかし軍勢と艦隊を招集したルクッルスは、北上すると二重包囲の陣を敷き、ミトリダテス6世の軍をキュジコス半島に封じ込めた。さらにルクッルスは黒海へ艦隊を派遣し、リムノス島沖でマルクス・マリウス率いるポントス海軍を破った。キュジコス包囲戦は、数で劣るローマ軍がポントス軍を封鎖して兵糧攻めに持ち込み、ローマ側の大勝利に終わった。冬の到来により、ミトリダテス6世は撤退を強いられた。ビテュニアに侵攻したとき30万人いたポントス軍のうち、まともに戦える状態でポントスに帰れたのはわずか2万人だった。帰国する道中で、ミトリダテス6世はポントスに北から入る道をふさいでいたヘラクレア・ポンティカを占領した。ルクッルスは立て続けに長期間の包囲戦を繰り返すのを嫌い、ヘラクレアの対処をコッタに任せ、自らはガラティア経由でポントスへ侵攻する準備を整え始めた。

## 紀元前72年の戦役
ローマ軍がポントス王国の心臓部に到達するや否や、ルクッルスは配下の軍団に対し王国内の肥沃で金銀に潤っている町への略奪行為を許可した。その一方でポントス側はこの略奪行為を止めることは出来ず、打ち破られた自軍の再結成に追われていた。紀元前72年、コッタはヘラクレアへ向かい、ルクッルスはガラティアを経由してポントス王国へと進軍した。ガラティア人はミトリダテス6世を嫌っていたため喜んでローマ軍だんに物資を提供し、彼らが収奪もせずガラティアを通過していくのを見届けたくてたまらないようであった。ローマ軍がポントス王国の心臓部に到達するや否や、ルクッルスは配下の軍団に対し肥沃で金銀に潤っている王国内での略奪行為を許可した。ミトリダテス6世側はこの自領での略奪行為を止めることは出来ず、打ち破られた自軍の再結成に追われていた。ミトリダテスは結局40,000人の軍（うち騎兵4,000騎）カビラ近郊に集結させ、ルクッルスを待ち構えた。そして遂にルクッルスもカビラに進軍を再開したが、前哨戦で打撃を受け、一旦ローマ軍団は撤退を余儀なくされた。これよりしばらくの間戦闘は散発的にに勃発し、ルクッルスの暗殺未遂事件まで起きた。

## 戦闘
ルクッルス軍の補給線は、ポントスの南方に位置するローマの同盟者カッパドキアから伸びていた。レガトゥスのソルナティウス率いる十個歩兵大隊を下らない部隊がこの補給隊を護衛していたところに、ポントスの騎兵隊が襲撃してきた。しかしローマ護衛部隊はこれを返り討ちにして多大な損害を与えた。その後ミトリダテス6世は、今度はマルクス・ファビウス・ハドリアヌス率いる第二補給隊がルクッルスの陣営に向かっているところへ歩兵隊と騎兵隊の連合部隊をぶつけることにした。この4000人のポントス軍の攻撃を受けたローマ軍は、周囲が狭い峡谷になっていて敵騎兵の力が十分発揮できない環境であることを見て取ると反撃に転じ、ポントス軍の半数を倒す勝利を挙げた。
ミトリダテス6世は、この失敗をポントス軍中に知らせまいとして隠そうとした。しかしハドリアヌス率いる補給部隊が勢ぞろいして、戦利品も携えてローマ軍陣営に到着してしまったことで、ポントス軍の襲撃部隊の敗北が知られてしまい、ミトリダテス6世の威信は地に落ちた。ポントス軍中には動揺が広がり、退却を論ずる声が出るようになった。
ここに至りミトリダテス6世は、撤退して損切りする決断を下した。しかし彼が退却の準備を始めたことでポントス軍は混乱状態に陥り、崩壊していった。敵状を察したルクッルスは、麾下のローマ軍に逃げる敵軍を追撃するよう命じた。ポントス軍の陣営に踏み込んだローマ軍は、残っていた者を皆殺しにして略奪を始めた。

## その後
第三次ミトリダテス戦争は一挙にローマ優勢に傾き、ミトリダテス6世はほとんど一文無しでポントスから逃れざるを得なくなった。彼が助けを求めたのは、義父のティグラネス2世が治めるアルメニア王国だった。ミトリダテス6世はポントスから脱出する前に、宦官の一人バックスに、王宮へ行って自らの姉妹や妻妾たちの死を見届けてくるよう命じていた。ルクッルスはポントス国内の都市の制圧を進め、新属州ビテュニア・ポントゥスを整備した。またアッピウス・クラウディウス・プルクラをアルメニアに派遣し、ローマとの同盟に誘うとともにミトリダテス6世の引き渡しを求めた。ティグラネス2世はこれを拒絶し、ローマと一戦交える備えを始めるとまで宣言した。紀元前69年、ルクッルスはミトリダテス6世を追うためアルメニアに侵攻することになる。